# 台灣有線電視業者列表
臺灣有線電視業者列表，乃為介紹臺灣各家「有線電視業者」（俗稱「系統台」）及其隸屬有線電視多系統集團（multiple system operator ;簡稱MSO）或獨立系統之列表。擁有兩個系統台以上的有線電視系統業者通稱為多系統經營商（MSO）。
國家通訊傳播委員會（NCC）公布2025年第1季有線電視訂戶數為433萬4870戶，家戶普及率為44.62%。
近年來數位視訊轉換盒及智慧型電視普及，影音串流平台的崛起，因此導致有線電視戶數流失，因應這個趨勢相關業者積極推廣寬頻服務及網路加值服務。有線電視業者網路連線頻寬資訊可透過TWNIC查詢。

## 有線電視多系統集團（MSO）及 獨立系統
國家通訊傳播委員會（NCC）公布2023年第4季統計資料，6大有線電視多系統集團（MSO）有凱擘、中嘉數位、台灣寬頻通訊（TBC）、台固、台灣數位光訊科技（台數科）、大豐，以及21家獨立系統業者。
臺灣有線電視多系統集團（MSO）
| 業者名稱                      | 業務範圍 | 所屬有線電視 |
| ----------------------------- | --- | --- |
| 凱擘                          | 臺北市中山區、大安區、北投區、內湖區， 新北市三重區、新店區， 桃園市北區，新竹市全區， 臺中市豐原區， 彰化縣北部， 臺南市下營區， 屏東縣屏東市、新埤鄉                       | 金頻道有線電視， 大安文山有線電視， 陽明山有線電視， 新台北有線電視， 全聯有線電視， 新唐城有線電視， 北桃園有線電視， 新竹振道有線電視， 豐盟有線電視， 新頻道有線電視， 南天有線電視， 觀昇有線電視 |
| 中嘉數位                      | 基隆市全區， 台北市中正區、萬華區、中山區、大安區、內湖區， 新北市板橋區、土城區、中和區、樹林區、三峽區、鶯歌區， 桃園市北區， 台南市北區、南區， 高雄市北區、南區          | 吉隆有線電視， 長德有線電視， 萬象有線電視， 麗冠有線電視， 新視波有線電視， 家和有線電視， 數位天空有線電視， 北健有線電視， 三冠王有線電視， 雙子星有線電視， 慶聯有線電視， 港都有線電視           |
| 台灣寬頻                      | 桃園市南區， 新竹縣全區， 苗栗縣全區， 臺中市東區、西區、南區、北區、中區、西屯區、南屯區、北屯區                                                                            | 南桃園有線電視， 北視有線電視， 信和有線電視， 吉元有線電視， 群健有線電視 |
| 台灣固網                      | 新北市新莊區、五股區、林口區、泰山區、汐止區、瑞芳區、雙溪區、平溪區、貢寮區、淡水區、三芝區、石門區， 高雄市鳳山區、大寮區、林園區、大社區、大樹區、鳥松區、仁武區， 宜蘭縣 | 永佳樂有線電視， 觀天下有線電視， 紅樹林有線電視， 鳳信有線電視， 聯禾有線電視 |
| 台灣數位光訊科技              | 台中市太平、大里、霧峰、烏日、沙鹿、大甲、龍井、清水、大肚、梧棲、大安、台中市區， 南投縣 ， 雲林縣斗六市， 台南市 ， 嘉義縣                                                 | 大屯有線電視， 台灣佳光電訊， 中投有線電視， 佳聯有線電視， 新永安有線電視， 大揚有線電視 |
| 大豐                          | 新北市中和區、永和區、板橋區、土城區、三峽區、鶯歌區、樹林區， 高雄市前鎮區、苓雅區、左營區、三民區                                                                          | 大豐有線電視， 台灣数位寬頻有线电视 新高雄有線電視 |
| 聯維 （獨立系統）             | 台北市萬華區、中正區 | 聯維有線電視 |
| 寶福 （獨立系統）             | 台北市萬華區、中正區 | 寶福有線電視 |
| 北都 （獨立系統）             | 台北市全區 | 北都數位有線電視 |
| 全國數位 （獨立系統）         | 新北市新莊、板橋、三重、蘆洲、土城 | 全國數位有線電視 |
| 天外天數位 （獨立系統）       | 新北市 三重、蘆洲、八里、新莊、泰山、五股、淡水 | 天外天數位有線電視 |
| 大新店 （獨立系統）           | 新北市 新店區、深坑區、石碇區、坪林區、烏來區 | 大新店有線電視 |
| 大台中數位 （獨立系統）       | 臺中市 大里區、太平區、烏日區、霧峰區、西屯區、南屯區、南區、北屯區、龍井區、沙鹿區                                                                                          | 大台中數位有線電視 |
| 三大 （獨立系統）             | 南彰化縣：員林市、溪州鄉、永靖鄉、社頭鄉、北斗鎮、田中鎮、埔心鄉、埤頭鄉、二水鄉、溪湖鎮、田尾鄉、二林鎮、芳苑鄉、大城鄉、竹塘鄉等十五個鄉鎮。                               | 三大有線電視 |
| 北港（獨立系統）              | 雲林縣 東勢、台西、崙背、麥寮、北港、水林、口湖、四湖、元長、褒忠，共10鄉鎮。                                                                                                | 北港有線電視 |
| 世新 （獨立系統）             | 嘉義市全區， 嘉義縣溪口鄉、大林鎮、民雄鄉、梅山鄉、竹崎鄉、番路鄉、中埔鄉、大埔鄉、阿里山鄉                                                                                  | 世新有線電視 |
| 國聲 （獨立系統）             | 嘉義縣溪口鄉、大林鎮、民雄鄉、梅山鄉、竹崎鄉、番路鄉、中埔鄉、大埔鄉、阿里山鄉                                                                                               | 國聲有線電視 |
| 南國 （獨立系統）             | 高雄市 岡山區、橋頭區、燕巢區、路竹區、彌陀區、湖內區、梓官區、茄萣區、阿蓮區、永安區、旗山區、美濃區、六龜區、杉林區、甲仙區、內門區、桃源區、茂林區、田寮區、那瑪夏區      | 南國有線電視 |
| 屏南 （獨立系統）             | 屏東縣 潮州鎮、萬巒鄉、竹田鄉、新埤鄉、來義鄉、東港鄉、林邊鄉、南州鄉、崁項鄉、琉球鄉、佳冬鄉、枋寮鄉、春日鄉、枋山鄉、獅子鄉、恆春鄉、滿州鄉、車城鄉、牡丹鄉                | 屏南有線電視 |
| 洄瀾 （獨立系統）             | 花蓮縣 花蓮市、吉安鄉、新城鄉、秀林鄉 | 洄瀾有線電視 |
| 東亞 （獨立系統）             | 花蓮縣 壽豐鄉、鳳林鎮、光復鄉、瑞穗鄉、玉里鎮、萬榮鄉、卓溪鄉、豐濱鄉、富里鄉                                                                                                | 東亞有線電視 |
| 東台 （獨立系統）             | 臺東縣 臺東市、太麻里鄉、金峰鄉、大武鄉、達仁鄉 | 東台有線電視 |
| 東台有線播送系統 （獨立系統） | 臺東縣 成功、關山 | 東台有線播送系統 |
| 澎湖 （獨立系統）             | 澎湖縣 | 澎湖有線電視 |
| 名城 （獨立系統）             | 金門縣 | 名城事業 |
| 祥通 （獨立系統）             | 連江縣馬祖 | 祥通事業 |

## 有線電視業者
各縣市基本頻道收視費用彙整表可透過國家通訊傳播委員會網站查詢詳情。
| 行政區 | 業者名稱           | 隸屬系統                                      | 目前涵蓋範圍 |
| ------ | ------------------ | --------------------------------------------- | --- |
| 基隆市 | 吉隆有線電視       | 中嘉數位                                      | 全區 |
| 臺北市 | 北都數位有線電視   | 獨立系統                                      | 全區 |
| 臺北市 | 數位天空有線電視   | 中嘉數位                                      | 中正區、萬華區 |
| 臺北市 | 聯維有線電視       | 獨立系統                                      | 中正區、萬華區 |
| 臺北市 | 寶福有線電視       | 獨立系統                                      | 中正區、萬華區 |
| 臺北市 | 金頻道有線電視     | 凱擘                                          | 中山區、松山區、大同區 |
| 臺北市 | 長德有線電視       | 中嘉數位                                      | 中山區、松山區、大同區 |
| 臺北市 | 萬象有線電視       | 中嘉數位                                      | 大安區、文山區 |
| 臺北市 | 大安文山有線電視   | 凱擘                                          | 大安區、文山區 |
| 臺北市 | 陽明山有線電視     | 凱擘                                          | 北投區、士林區 |
| 臺北市 | 麗冠有線電視       | 中嘉數位                                      | 內湖區、南港區、信義區 |
| 臺北市 | 新台北有線電視     | 凱擘                                          | 內湖區、南港區、信義區 |
| 新北市 | 全國數位有線電視   | 獨立系統                                      | 新北市 板橋區、土城區、新莊區、三重區、蘆洲區、汐止區 |
| 新北市 | 數位天空有線電視   | 中嘉數位                                      | 板橋區、土城區 |
| 新北市 | 天外天數位有線電視 | 獨立系統                                      | 三重區、蘆洲區、八里區、新莊區、五股區、泰山區、淡水區 |
| 新北市 | 永佳樂有線電視     | 台灣固網                                      | 新莊區、五股區、林口區、泰山區 |
| 新北市 | 大豐有線電視       | 大豐媒體                                      | 中和區、永和區、板橋區、土城區、三峽區、鶯歌區、樹林區 |
| 新北市 | 新視波有線電視     | 中嘉數位                                      | 永和區、中和區 |
| 新北市 | 家和有線電視       | 中嘉數位                                      | 樹林區、三峽區、鶯歌區 |
| 新北市 | 全聯有線電視       | 凱擘                                          | 蘆洲區、三重區、八里區 |
| 新北市 | 紅樹林有線電視     | 台灣固網                                      | 淡水區、三芝區、石門區、金山區、萬里區 |
| 新北市 | 大新店有線電視     | 獨立系統（凱雷基金），數位電視訊號為 台灣固網 | 新店區、深坑區、石碇區、坪林區、烏來區 |
| 新北市 | 新唐城有線電視     | 凱擘                                          | 新店區、深坑區、石碇區、坪林區、烏來區 |
| 新北市 | 觀天下有線電視     | 台灣固網                                      | 汐止區、瑞芳區、雙溪區、平溪區、貢寮區 |
| 桃園市 | 北桃園有線電視     | 凱擘                                          | 桃園區、八德區、龜山區、蘆竹區、大園區 |
| 桃園市 | 北健有線電視       | 中嘉數位                                      | 桃園區、八德區、龜山區、蘆竹區、大園區 |
| 桃園市 | 南桃園有線電視     | 台灣寬頻                                      | 中壢區、平鎮區、觀音區、新屋區、楊梅區、龍潭區、大溪區、復興區                                                                                                   |
| 新竹縣 | 北視有線電視       | 台灣寬頻                                      | 全區 |
| 新竹市 | 新竹振道有線電視   | 凱擘                                          | 全區 |
| 苗栗縣 | 信和有線電視       | 台灣寬頻                                      | 頭份市、竹南鎮、三灣鄉、造橋鄉、南庄鄉 |
| 苗栗縣 | 吉元有線電視       | 台灣寬頻                                      | 後龍鎮、頭屋鄉、苗栗市、西湖鄉、通霄鎮、苑裡鎮、三義鄉、卓蘭鎮、泰安鄉、獅潭鄉、大湖鄉、公館鄉、銅鑼鄉                                                           |
| 臺中市 | 台灣佳光電訊       | 台灣數位光訊科技                              | 大肚區、龍井區、梧棲區、清水區、大安區、大甲區、沙鹿區 |
| 臺中市 | 豐盟有線電視       | 凱擘                                          | 豐原區、東勢區、后里區、神岡區、潭子區、大雅區、新社區、石岡區、外埔區、和平區                                                                                   |
| 臺中市 | 大屯有線電視       | 台灣數位光訊科技                              | 太平區、大里區、霧峰區、烏日區 |
| 臺中市 | 大台中有線電視     | 獨立系統                                      | 太平區、大里區、霧峰區、烏日區 |
| 臺中市 | 群健有線電視       | 台灣寬頻                                      | 東區、西區、南區、北區、中區、西屯區、南屯區、北屯區 |
| 彰化縣 | 新頻道有線電視     | 凱擘                                          | 和美鎮、鹿港鎮、秀水鄉、芬園鄉、線西鄉、伸港鄉、花壇鄉、福興鄉、彰化市、埔鹽鄉、大村鄉                                                                           |
| 彰化縣 | 三大有線電視       | 獨立系統                                      | 員林市、田尾鄉、溪湖鎮、竹塘鄉、社頭鄉、北斗鎮、埤頭鄉、田中鎮、二林鎮、二水鄉、溪州鄉、大城鄉、永靖鄉、埔心鄉、芳苑鄉                                           |
| 南投縣 | 中投有線電視       | 台灣數位光訊科技                              | 全區 |
| 雲林縣 | 佳聯有線電視       | 台灣數位光訊科技                              | 斗六市、古坑鄉、林內鄉、土庫鎮、大埤鄉、虎尾鎮、莿桐鄉、西螺鎮、二崙鄉、斗南鎮                                                                                   |
| 雲林縣 | 北港有線電視       | 獨立系統，台灣數位光訊科技 為合作夥伴         | 麥寮鄉、台西鄉、東勢鄉、崙背鄉、褒忠鄉、四湖鄉、北港鎮、水林鄉、口湖鄉、元長鄉                                                                                   |
| 嘉義縣 | 國聲有線電視       | 獨立系統                                      | 溪口鄉、大林鎮、民雄鄉、梅山鄉、竹崎鄉、番路鄉、中埔鄉、大埔鄉、阿里山鄉                                                                                         |
| 嘉義縣 | 大揚有線電視       | 台灣數位光訊科技                              | 朴子市、太保市、水上鄉、新港鄉、六腳鄉、東石鄉、布袋鎮、義竹鄉、鹿草鄉                                                                                           |
| 嘉義市 | 世新有線電視       | 獨立系統                                      | 嘉義市全區，嘉義縣溪口鄉、大林鎮、民雄鄉、梅山鄉、竹崎鄉、番路鄉、中埔鄉、大埔鄉、阿里山鄉                                                                       |
| 臺南市 | 新永安有線電視     | 台灣數位光訊科技                              | 永康區、新化區、新市區、安定區、善化區、山上區、玉井區、左鎮區、楠西區、南化區、歸仁區、仁德區、關廟區、龍崎區、大內區                                           |
| 臺南市 | 南天有線電視       | 凱擘                                          | 麻豆區、新營區、佳里區、後壁區、白河區、東山區、下營區、鹽水區、柳營區、六甲區、官田區、七股區、西港區、學甲區、北門區、將軍區                                   |
| 臺南市 | 雙子星有線電視     | 中嘉數位                                      | 北區、安平區、安南區 |
| 臺南市 | 三冠王有線電視     | 中嘉數位                                      | 中西區、東區、南區 |
| 高雄市 | 新高雄有線電視     | 大豐媒體                                      | 三民區、左營區、前鎮區、苓雅區、新興區、鼓山區、前金區、小港區、楠梓區、鹽埕區、旗津區                                                                           |
| 高雄市 | 南國有線電視       | 獨立系統（三立投資）                          | 岡山區、橋頭區、燕巢區、路竹區、彌陀區、湖內區、梓官區、茄萣區、阿蓮區、永安區、旗山區、美濃區、六龜區、杉林區、甲仙區、內門區、桃源區、茂林區、田寮區、那瑪夏區 |
| 高雄市 | 鳳信有線電視       | 台灣固網                                      | 鳳山區、大寮區、林園區、大社區、大樹區、鳥松區、仁武區 |
| 高雄市 | 慶聯有線電視       | 中嘉數位                                      | 三民區、鼓山區、左營區、楠梓區、旗津區、鹽埕區 |
| 高雄市 | 港都有線電視       | 中嘉數位                                      | 前金區、新興區、苓雅區、前鎮區、小港區 |
| 屏東縣 | 觀昇有線電視       | 凱擘                                          | 屏東市、萬丹鄉、鹽埔鄉、高樹鄉、九如鄉、霧台鄉、里港鄉、麟洛鄉、瑪家鄉、新園鄉、三地鄉、內埔鄉、長治鄉、泰武鄉                                                   |
| 屏東縣 | 屏南有線電視       | 獨立系統， 凱擘為合作夥伴                     | 潮州鎮、萬巒鄉、竹田鄉、新埤鄉、來義鄉、東港鄉、林邊鄉、南州鄉、崁項鄉、琉球鄉、佳冬鄉、枋寮鄉、春日鄉、枋山鄉、獅子鄉、恆春鄉、滿州鄉、車城鄉、牡丹鄉           |
| 宜蘭縣 | 聯禾有線電視       | 台灣固網                                      | 全區 |
| 花蓮縣 | 洄瀾有線電視       | 獨立系統                                      | 花蓮市、吉安鄉、新城鄉、秀林鄉 |
| 花蓮縣 | 東亞有線電視       | 獨立系統                                      | 富里鄉、卓溪鄉、玉里鎮、壽豐鄉、鳳林鎮、萬榮鄉、瑞穗鄉、光復鄉、豐濱鄉                                                                                           |
| 臺東縣 | 東台有線電視       | 獨立系統                                      | 臺東市、金峰鄉、太麻里鄉、大武鄉、達仁鄉 |
| 臺東縣 | 東台有線播送系統   | 獨立系統                                      | 關山鎮、鹿野鄉、延平鄉、海端鄉、池上鄉、卑南鄉、成功鎮、長濱鄉、東河鄉、綠島鄉、蘭嶼鄉                                                                           |
| 澎湖縣 | 澎湖有線電視       | 獨立系統                                      | 全區 |
| 金門縣 | 名城事業           | 獨立系統                                      | 全區 |
| 連江縣 | 祥通事業           | 獨立系統                                      | 馬祖 |

## 外部連結
- 有線廣播電視系統經營者基本資料
- 系統台介紹
- 有線廣播電視訂戶數 （页面存档备份，存于）
- 有線廣播電視法
- 有線電視割喉戰 業者祭500元看一年 （页面存档备份，存于）
- 大屯有線電視
- 台灣佳光電訊台中市區